# 1954年7月16日月食
1954年7月16日月食为一次在协调世界时1954年7月16日出現的月偏食。該次月食半影食分為1.446、全影食分為0.411。偏食維持了71分。

## 概述
這次月食的食分是19.64，偏食維持了71分。

## 基本參數
- 類型：月偏食
- 食甚資料：
  - 日期：1954年7月16日
  - 時間：0:20
  - 月球位置：赤經19.64度、赤緯-20.8度
  - 食分：半影食分：1.446、全影食分：0.411
  - 持續時間：偏食71分

## 外部連結
- NASA月食專頁（页面存档备份，存于）（英文）